# 南極海峡
南極海峡（なんきょくかいきょう、英語: Antarctic Sound）は、南極半島北東端とジョインビル諸島との間にある海峡。
地名は、海峡を最初に通過したアンタークティック号の船名にちなむ。英語名称をカナ転記したアンタークティック・サウンドの名称が使われることもある。

## 地理

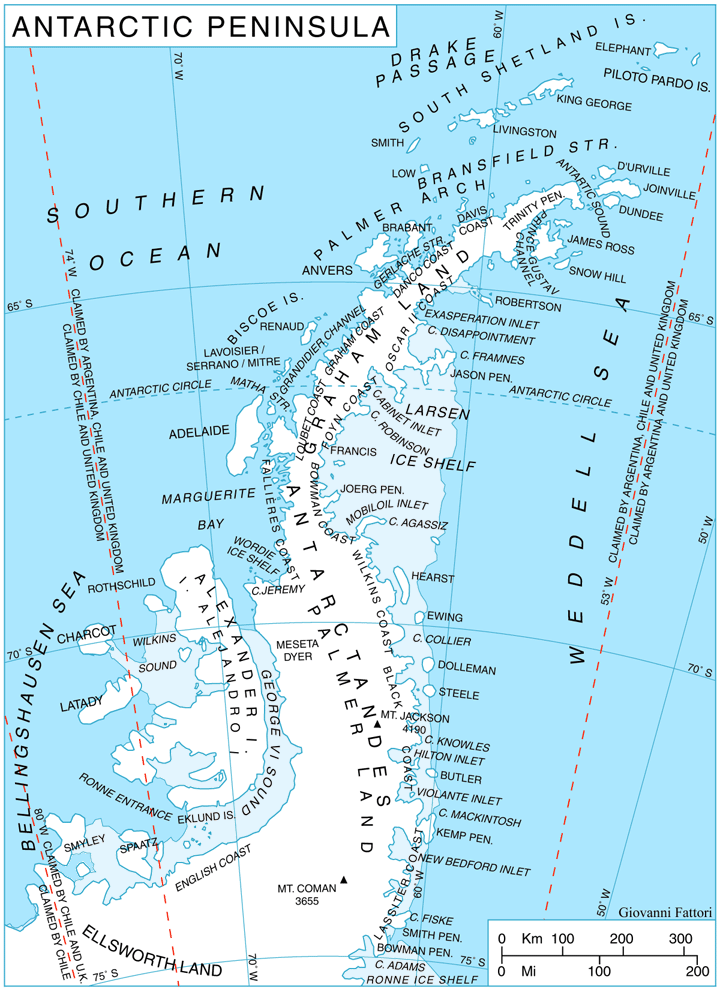
南極半島地図

南極半島グレアムランドの北東端（トリニティ半島）と、その沖合にあるジョインビル諸島（ジョインビル島、デュルヴィル島、ダンディー島、ブランスフィールド島など）との間に位置する海峡。長さは約48キロメートル、幅は11から19キロメートル。北西にブランズフィールド海峡、南東にウェッデル海を結ぶ。
海峡に面したトリニティ半島には、ホープ湾がある。ホープ湾には、アルゼンチンのエスペランサ基地や、ウルグアイの ECARE などの観測基地が置かれている。

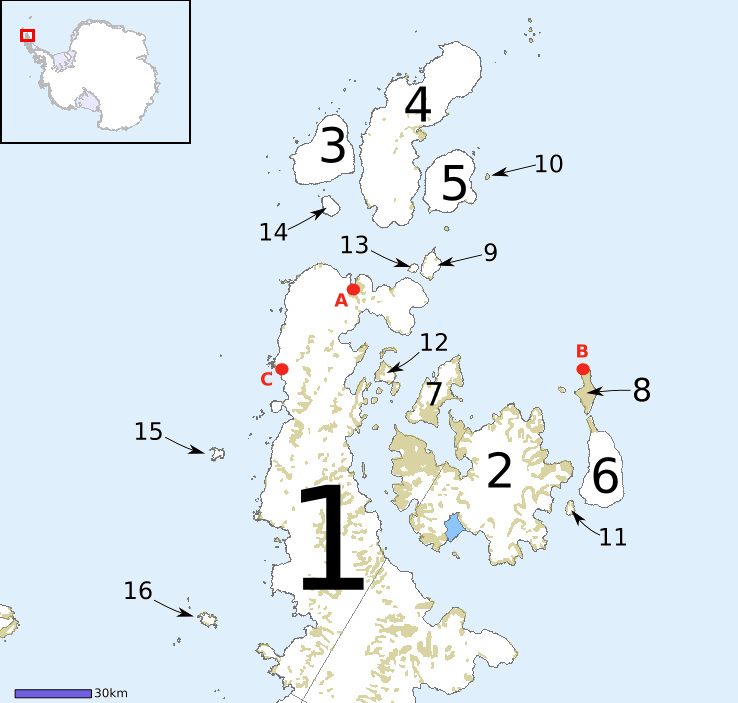
南極半島(1)の先端部。ジョインビル島(4)などのジョインビル島との間の海峡が南極海峡。Aがホープ湾。

## 歴史

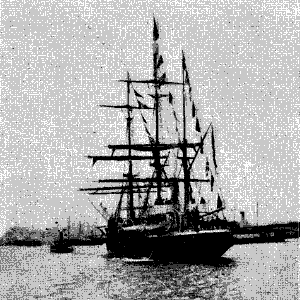
アンタークティック号

この海峡は1902年、オットー・ノルデンシェルド率いるスウェーデン南極探検隊 (Swedish Antarctic Expedition) によって、同探検隊に属していた船、アンタークティック号 (Antarctic (ship)) に因んで名づけられた。カール・アントン・ラーセンが船長を務めていたアンタークティック号は、この海峡を初めて航行した船であった。